# CUL3
La Cullin 3, també anomenada Cul3, és una proteïna que en humans està codificada pel gen CUL3 i forma part del complex d'ubiquitina lligasa E3, que estan implicats a la ubiquitinització de proteïnes i formen part del sistema ubiquitina-proteasa. Les lligases d'ubiquitina Cullin-RING E3 estan implicades en molts processos cel·lulars responsables de la regulació del cicle cel·lular, la resposta a l'estrès oxidatiu, el tràfic de proteïnes, la transducció de senyals, la replicació de l'ADN, la transcripció, el control de qualitat de les proteïnes, el rellotge circadià i el desenvolupament.